# Wolfgang Bischof
Wolfgang Bischof (ur. 6 listopada 1960 w Freising) – niemiecki duchowny rzymskokatolicki, biskup pomocniczy Monachium i Fryzyngi od 2010.

## Życiorys
Święcenia kapłańskie otrzymał 2 lipca 1988. Inkardynowany do archidiecezji Monachium i Fryzyngi, przez kilka lat pracował jako wikariusz parafialny. W latach 1988–2006 kierował parafią w Gröbenzell, a w kolejnych latach odpowiadał za parafie na północy archidiecezji.
5 stycznia 2010 papież Benedykt XVI mianował go biskupem pomocniczym archidiecezji Monachium i Fryzyngi, ze stolicą tytularną Nebbi. Sakry biskupiej udzielił mu abp Reinhard Marx.